# Церква Божої Матері Троєручиці (Таллінн)
Церква Божої Матері Троєручиці (Таллінн) — храм Української греко-католицької церкви в м. Таллінні, Естонія.

## Історія
З 1994 року Конгрегація Троїстої Божої Матері греко-католицької церкви в Таллінні орендувала приміщення каплиці церкви св. Олафа Естонської лютеранської церкви, розташованої в старому місті. В 1997 році церкву підпалили, а з 1998 року приміщення каплиці було викуплено за кошти Конференції католицьких єпископів США. Після переобладнання каплиці, в той же період, громада греко-католиків почала її використовувати як церкву. Храм в жовтні 2000 року освятив архиєпископ Любомир Гузар на честь Божої Матері Троєручиці.
Іконостас церкви створений в 1998–2000 роках, а ікони на ньому писав львівський художник Петро Гуменюк, який також написав ікону Покрови Пресвятої Богородиці.
Храм засновано за сприяння та пожертви: Ініціативи солідарності німецьких католиків з жителями Центральної та Східної Європи (Renovabis); Bonifatiuswerk; Kirche in Not; Католицької Апостольської Адміністрації Естонії; Талліннського департаменту культурної спадщини; Міністерство внутрішніх справ Естонії; Ради Естонських Церков; родини архієпископа Ендера.
Церква підпорядкована Католицькій Апостольській Адміністрації в Естонії, пасторально-міграційному відділу УГКЦ, виконує функцію національного духовно-культурного осередку української діаспори в Естонії. Адміністратор парафії — протоієрей Роман Кіх, який служить також в Тарту в Душпастирстві при римо-католицькій  церкві Непорочного зачаття Пресвятої Діви Марії, а також щомісяця відвідує українську громаду при  кафедральному соборі святого Генрика.